# Amegilla rhodoscymna
Amegilla rhodoscymna es una especie de abeja excavadora perteneciente al género Amegilla, categorizada en la tribu Anthophorini, de la subfamilia Apinae. Fue descrita científicamente por el naturalista inglés Theodore Dru Alison Cockerell en 1905.
La hembra mide 14 mm de longitud, las alas anteriores 11,2 mm; el macho mide 13 mm de longitud y las alas anteriores 10,4 mm.

## Distribución
La especie se distribuye por Australia, en Australia Occidental, Territorio del Norte y Queensland.